# 2012年岩手地震
39°48.3′N 142°20.0′E / 39.8050°N 142.3333°E
2012年岩手地震是指2012年3月27日晚8点, 发生于日本的一场地震。该次地震震中位于岩手县附近海域，震级为Mj 6.6级，震源深度约21千米，最大震度5弱（日本氣象廳震度等級）。有2人受伤。此次地震为2011年东北地方太平洋近海地震的余震。

## 震度
下表列出了震度达到5弱以上的市町村。
| 震度 | 都道府县 | 市区町村                           |
| ---- | -------- | ---------------------------------- |
| 5弱  | 岩手县   | 宮古市 山田町 野田村 瀧澤村 花巻市 |
| 5弱  | 宮城县   | 涌谷町 栗原市                      |